# 紅三軍司令部舊址
紅三軍司令部舊址位於四川省酉陽縣南界公社（現屬重慶市酉陽土家族苗族自治縣），文物遺址年代判定為1934年。

## 历史
1980年7月7日列為四川省重新確定公布的第一批省級文物保護單位。2000年9月7日列為第一批重慶市文物保護單位。2013年3月5日公佈為第七批全國重點文物保護單位。